# Centro de detención de Guantánamo

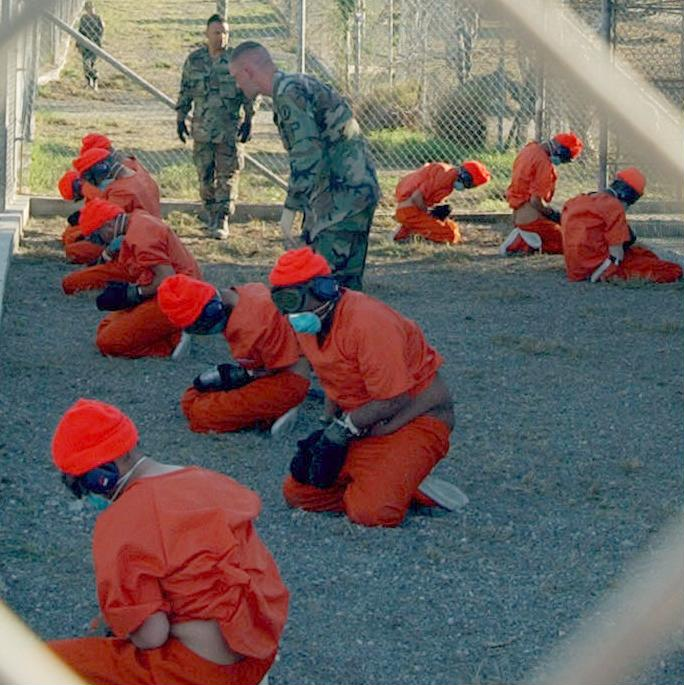
Prisioneros en el campo de detención de Guantánamo.

El centro de detención de Guantánamo es una prisión militar de alta seguridad situada en la Base Naval de la Bahía de Guantánamo, localizada en la isla de Cuba. Desde 2002, las autoridades estadounidenses la han usado como centro de detención para detenidos acusados de terrorismo, la mayoría de ellos detenidos en Afganistán durante la invasión de este país, que siguió a los Atentados del 11 de septiembre de 2001
Guantánamo es solo una parte del sistema de campos de detención que mantiene Estados Unidos en el exterior, y que incluye otros campos en Irak y Afganistán. Estados Unidos encarceló a un total de 780 hombres musulmanes en Guantánamo, de los cuales cuarenta siguen indefinidamente detenidos sin cargo y sin juicio. El resto fueron liberados, mientras que nueve murieron en la prisión (siete por suicidio, uno por cáncer, y uno por paro cardiaco). Muchos de ellos fueron transferidos a Guantánamo desde otros Centros clandestinos de detención de la CIA.

## Historia

### Base militar

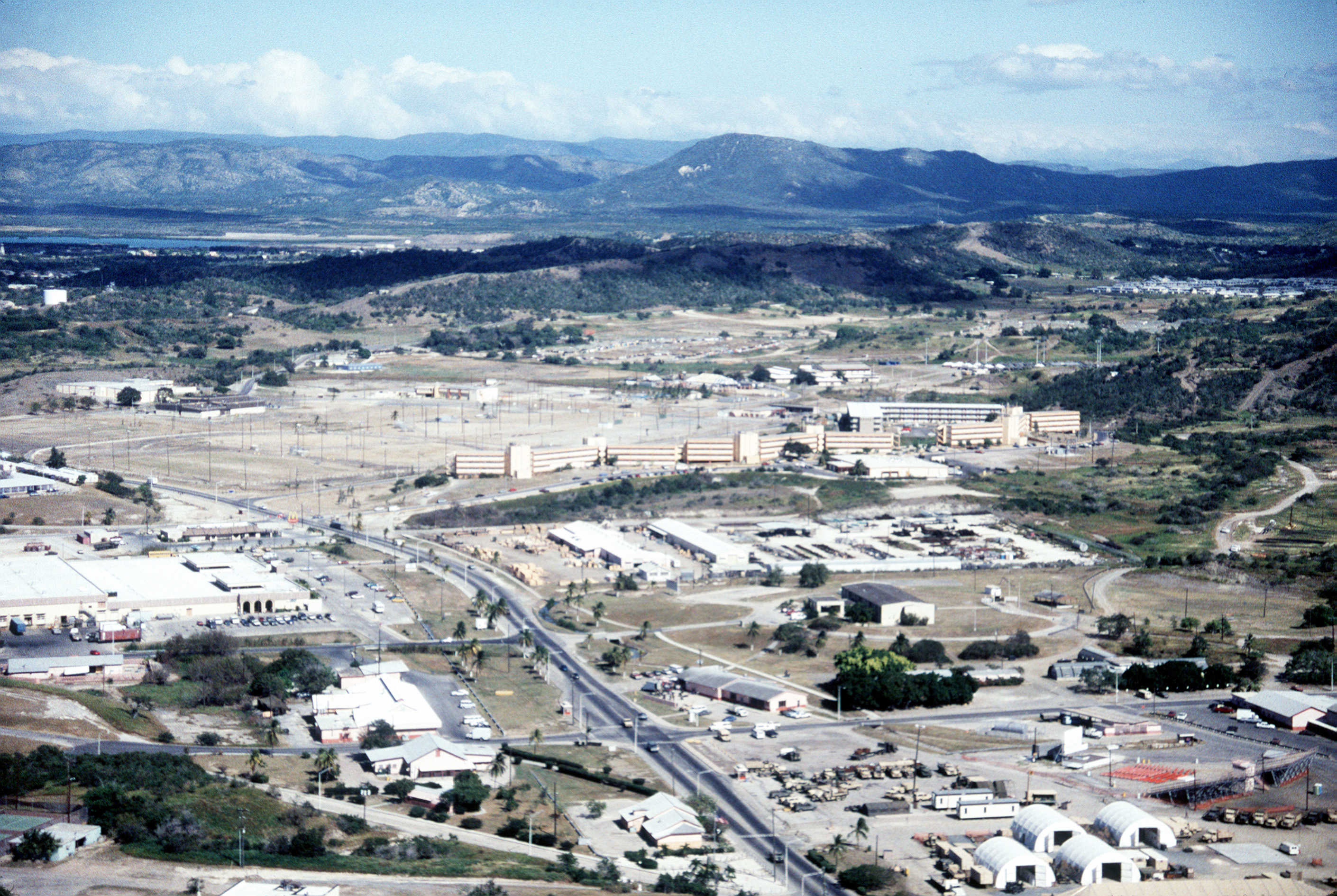
Vista general de la base naval de Guantánamo.

La base fue instalada en la isla de Cuba durante la ocupación militar de Estados Unidos que siguió a la guerra hispano-estadounidense de 1898. Tras independizarse Cuba de Estados Unidos en 1902, la base siguió bajo propiedad estadounidense protegida por la Enmienda Platt. El 1 de julio de 1904 entró en vigor el acuerdo por el que Cuba arrienda a perpetuidad la base a Estados Unidos. Cuba rechaza actualmente el acuerdo, alegando que fue firmado bajo amenaza de una nueva invasión estadounidense.

### Cárcel
La prisión militar fue establecida por el presidente George W. Bush en 2002 tras los atentados del 11 de septiembre de 2001 contra las torres gemelas del US World Trade Centers. Dos días después del ataque, el Congreso de Estados Unidos aprobó una resolución por la que se otorgaba al presidente George W. Bush una autorización sin precedentes para emplear la fuerza contra "naciones, organizaciones e individuos" que, según su criterio, estuviesen relacionados en cualquier modo con los atentados o con actos futuros de terrorismo internacional.
El 17 de septiembre, el presidente Bush firmó un memorando en el que autorizaba a la CIA a instalar centros de detención fuera del territorio de Estados Unidos. Este documento tiene carácter secreto.
En noviembre de 2001, George W. Bush firmó una orden ejecutiva en materia militar sobre "Detención, tratamiento y enjuiciamiento de ciertos extranjeros en la guerra contra el terrorismo", por la que autorizó al Pentágono a mantener a ciudadanos no estadounidenses bajo custodia indefinida sin cargos. Los 20 primeros prisioneros llegaron el 11 de enero de 2002.
Inicialmente, la Secretaría de Defensa estadounidense mantuvo secreta la identidad de las personas detenidas en Guantánamo. La agencia de periodismo Associated Press usó las Leyes de Transparencia para pedir que los nombres fueran revelados. Como respuesta, el ejército estadounidense admitió que había detenido a 779 prisioneros en Guantánamo. Poco después, miembros del gabinete de Bush sugirieron que el campo militar de Guantánamo podía considerarse fuera de la jurisdicción legal de Estados Unidos. Por esta razón, la administración de Bush aseveró que los prisioneros no tenían derecho a ninguna de las protecciones de los Convenios de Ginebra. 

### Una clausura bloqueada
Desde 2004, un número de decisiones de la Corte Suprema de los Estados Unidos han determinado lo contrario, encontrando que las cortes estadounidenses sí tienen jurisdicción sobre la prisión. En Hamdan v. Rumsfeld, decidido en 2006, la Corte adjudicó que los prisioneros tenían derecho a las protecciones mínimas listadas en el Artículo 3 de los Convenios de Ginebra. Ese mismo año, el Departamento de Defensa de Estados Unidos emitió un memo interno diciendo que en el futuro, los prisioneros tendrían derecho a la protección del Artículo 3. 
A lo largo de los años, los prisioneros han reportado el uso de tortura y abuso en la prisión, lo cual la administración de Bush negó. En un reporte de Amnistía Internacional del 2005, la prisión fue llamada el Gulag de nuestros tiempos. En 2006, la Organización de las Naciones Unidas demandó sin éxito el cierre de la prisión en Guantánamo. El 13 de enero de 2009, Susan J. Crawford, encargada de revisar las prácticas del Departamento de Defensa, fue la primera oficial de la administración de Bush que admitiera la tortura que ocurrió en Guantánamo, diciendo, "Hemos torturado a Qahtani."
El propio expresidente, George W. Bush, expresó en diversas ocasiones durante 2008 "su deseo de cerrar Guantánamo", al tiempo que han aducido razones "legales y prácticas" para no poder hacerlo todavía, incluyendo los procesos que aún no habían concluido o que seguían pendientes, o la negativa de muchos países a aceptar de vuelta a los detenidos.
Durante las elecciones presidenciales de Estados Unidos de 2008, los dos principales candidatos, el demócrata Barack Obama y el republicano John McCain, se comprometieron a cerrar el campo de concentración si llegaban al poder.
En la jura como presidente de Estados Unidos el 20 de enero de 2009, Obama anunció la orden del cese temporal del Campo de Concentración, lo que hizo efectivo al día siguiente mediante una instrucción a los fiscales para que durante 120 días se paralizase la actividad de los tribunales de guerra mientras la nueva administración estadounidense revisaba el proceso. El 22 de enero, decretó el cierre del campo en el plazo de un año, junto a dos órdenes ejecutivas que ordenaban la revisión de los juicios de los acusados de delitos terroristas y la expresa prohibición de métodos de interrogatorio equiparables a la tortura.
No obstante, en dos ocasiones, en 2009 y 2010, el Congreso de los Estados Unidos prohibió el uso de fondos públicos para el traslado de los presos de Guantánamo a cualquier otro territorio del país, en especial después de las elecciones parciales en las que los republicanos se situaron con mayoría en el Congreso, lo que hizo inviable el cierre del centro. También se trató de juzgar en el territorio estadounidense a algún detenido, como el caso de Ahmed Ghailani, pero fue absuelto de 284 de los 285 cargos con que la fiscalía lo había acusado, siendo exonerado del principal delito de terrorismo. Este caso, primero y único de juicio civil a un preso de Guantánamo, paralizó cualquier otro intento. Tras el veto del Congreso al traslado de presos por segunda vez, el fiscal general de Estados Unidos, Eric Holder, partidario de un juicio civil a los cinco principales detenidos de Guantánamo, entre ellos Jálid Sheij Mohammed (o Khálid Sheikh Mohammed), acusado de ser uno de los cerebros de los atentados del 11 de septiembre de 2001, hubo de renunciar a dicho juicio y fijó los cargos para que fuera juzgado por una comisión militar en Guantánamo.
Durante la administración de Bush, 500 prisioneros fueron transferidos o liberados. Durante los años de Obama, 197 detenidos fueron transferidos, repatriados, o trasladados a un tercer país. Durante la presidencia de Trump, solo un prisionero fue transferido a su país natal para terminar ahí el ciclo de su sentencia. Diferentes países le han dado asilo a los detenidos después de su liberación, incluyendo Uruguay.
Según organizaciones de derechos humanos, más del 85% de los prisioneros liberados por la administración de Obama no habían sido sospechosos de participar en actividades terroristas. La administración de Biden anunció en 2021 el deseo de renovar planes para cerrar la prisión.

### Centro de detención para deportados
En enero de 2025, durante su segunda presidencia, Donald Trump expresó su intención de expandir el centro de detención de Guantánamo para recluir a inmigrantes deportados de Estados Unidos y albergar a hasta 30.000 personas, comparado con la capacidad de 2.500 personas del centro de operaciones de migrantes de baja seguridad. Entre los deportados estuvieron 200 venezolanos, que posteriormente fueron repatriados a Honduras.

## Descripción física

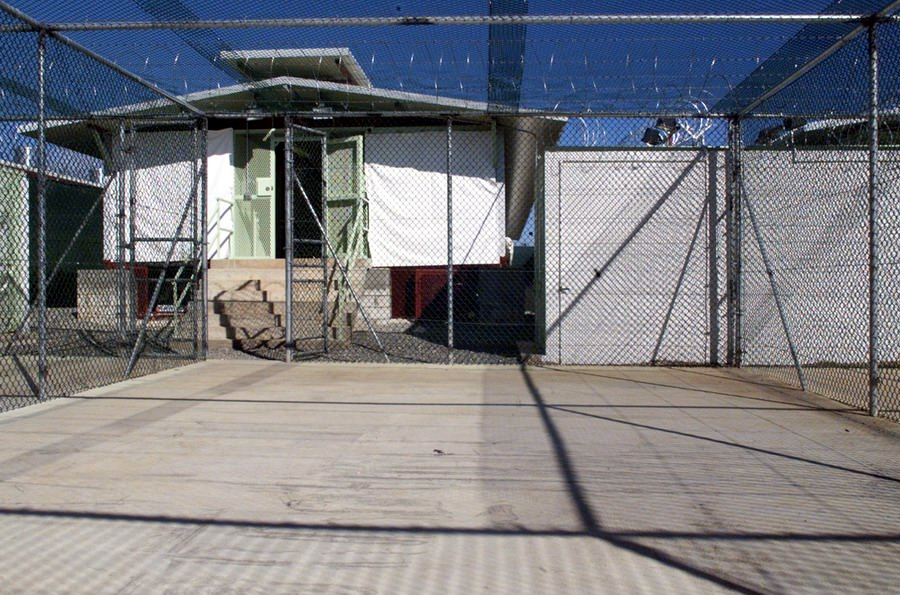
Campo Delta.

Situada junto a la bahía de Guantánamo, a 920 kilómetros al sureste de La Habana, el campo militar tiene 117,6 kilómetros cuadrados, de los que solo 49,4 son de tierra firme, y una línea costera de 17,5 kilómetros. Está cercada por una alambrada electrificada de tres metros de altura. Tiene una dotación permanente de 435 marines que conviven con otros militares y civiles estadounidenses. La población total se cifra en unas 8.500 personas.
Los prisioneros están distribuidos en cuatro campos rodeados de alambradas de malla metálica, donde pasan las 24 horas del día. Cada bloque tiene un total de 48 celdas. Tienen algo de intimidad y se les permite realizar media hora de ejercicio diario -a algunos solo tres días a la semana- en un campo de deportes que mide 7,6 por 9,1 metros.
Antes de la pandemia de COVID-19, los prisioneros podían recibir visitas de la Cruz Roja, organización que se encarga también de llevarles las cartas de sus familias. Oficiales estadounidenses inspeccionan el contenido de toda la correspondencia y tienen autoridad de censurar su contenido. Los prisioneros no pueden recibir visitas de sus familiares ni se les permitía, hasta el mes de marzo del 2008, hablar con ellos por teléfono de forma regular. Las luces de los pasillos y las instalaciones están encendidas noche y día.
Amnistía Internacional calcula que el 80% de los detenidos están recluidos en régimen de aislamiento en el Campo 5, el Campo 6 o el Campo llamado "Eco". El Campo 6 se construyó para albergar a 178 detenidos. Es la instalación donde las condiciones son más severas. Los detenidos están confinados durante un mínimo de 22 horas al día en celdas individuales de acero sin ventanas al exterior.

## Detenidos

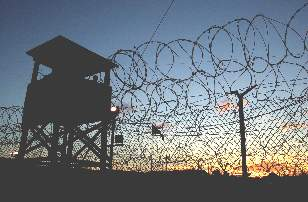
Vista exterior del campo.

### Situación legal
Estados Unidos los considera "combatientes enemigos ilegales" -la mayoría están acusados de pertenecer a los talibán o a Al Qaeda, y no prisioneros de guerra, por lo que el gobierno estadounidense ha argumentado que no tiene por qué aplicar las protecciones legales de la Convención de Ginebra y, por tanto, que puede retenerlos indefinidamente sin juicio y sin derecho a la representación de un abogado, algo que ha sido criticado por gobiernos y organizaciones de derechos humanos de todo el mundo.
Estados Unidos admitió posteriormente que, salvo los miembros de Al Qaeda, el resto de los prisioneros sí estaría amparado por las convenciones internacionales. Algunos juristas consideran que la situación se encuentra en un "vacío legal".

### Posición de la justicia estadounidense
La primera decisión judicial fue tomada el 31 de julio de 2002. La juez federal de Columbia, Colleen Kollar-Kotelly, determinó que el sistema legal estadounidense carecía de jurisdicción sobre personas retenidas en Guantánamo. Este fallo fue ratificado en marzo de 2003 por otro juez federal.
En junio de 2004, el Tribunal Supremo de Estados Unidos, dictaminó que "los tribunales de Estados Unidos tienen la jurisdicción requerida para disputar la legalidad de la detención de ciudadanos extranjeros capturados en el extranjero en actividades hostiles y encarcelados en la bahía de Guantánamo" y falló que tres prisioneros que habían invocado su derecho a ser juzgados podían llevar su caso ante tribunales civiles.
No obstante, la mayoría de jueces federales, en cuyas manos está cómo aplicar la doctrina marcada por el Supremo, secundó las tesis de la Administración de que es posible retener a los "combatientes extranjeros" indefinidamente, sin presentar cargos contra ellos o someterles a juicio.
En 2006, el Supremo volvió a atacar la estrategia del Pentágono, señalando que organizar tribunales militares para prisioneros de guerra extranjeros "viola el Código de Justicia Militar y la Convención de Ginebra", y que, además, no está recogido en norma alguna. El Congreso, de mayoría republicana en aquel momento, reaccionó aprobando una ley en la que se daba cobertura expresamente a estos tribunales militares.

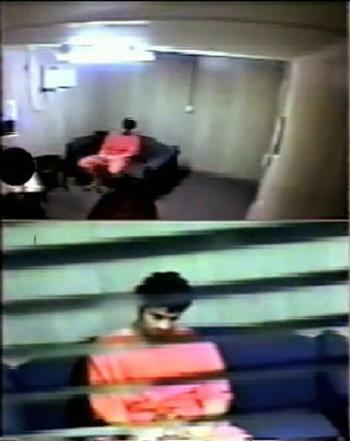
Interrogatorio a Omar Khadr por las fuerzas canadienses.

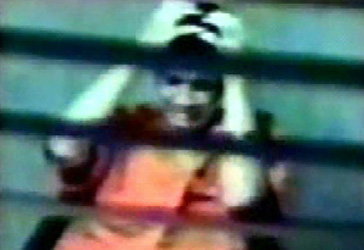
Desesperación de Khadr durante el interrogatorio.

### Características de los detenidos
Hasta 2008 habían sido encarcelados alrededor de 800 prisioneros de 42 países, la gran mayoría afganos y pakistaníes. Todos los detenidos han sido hombres musulmanes, un hecho que ha llevado a organizaciones de derechos humanos a sugerir que el gobierno estadounidense fue motivado por Islamofobia. El número de prisioneros fue descendiendo paulatinamente desde 2003, al ser devueltos cerca de medio millar a sus países de origen, la mayoría a Afganistán y Pakistán, pero también a muchos países europeos (España, Francia, Reino Unido, Rusia, Suecia, Turquía y Bélgica) y a otros como Arabia Saudita, Australia, Baréin, Bangladés, Egipto, Irak, Irán, Jordania, Kuwait, Libia, Maldivas, Marruecos, Mauritania, Sudán, Tayikistán, Uganda y Yemen. En septiembre de 2008 quedaban alrededor de 250. En enero del 2021, hay cuarenta prisioneros en Guantánamo, la mayoría de los cuales han pasado casi dos décadas en la cárcel. 
Según Amnistía Internacional, hasta diecisiete de los detenidos en la prisión eran menores de edad cuando fueron puestos bajo custodia. Años después, Estados Unidos admitió que habían retenido a doce menores, uno de los cuales se suicidó. Un estudio de esta misma organización, efectuado a cerca de 500 detenidos, indica que solo el 5 % de los prisioneros habían sido capturados originalmente por fuerzas estadounidenses. El 86 % habían sido arrestados por fuerzas pakistaníes o de combatientes en Afganistán, y frecuentemente entregados a Estados Unidos a cambio de recompensas.
De 2003 a 2011 habían muerto siete prisioneros en Guantánamo, de los que tres de ellos se suicidaron en junio de 2006 ahorcándose con las sábanas de sus camas, otros dos se suicidaron en 2007 y 2009, uno murió de cáncer y el último falleció de un paro cardiaco en febrero de 2011. Pese a estar bajo custodia, no se les practicó ninguna autopsia.

### Condiciones
Estados Unidos afirma que los detenidos reciben un "trato humanitario y que son muy felices". No obstante, el hecho de que no se encuentren en suelo estadounidense -las autoridades no consideran la base de Guantánamo como parte del país- hace que no disfruten de los derechos que otorga la constitución de Estados Unidos a los detenidos, entre ellos, la presunción de inocencia o el derecho a un juicio con jurado.
Con respecto a las condiciones del centro de detención, la administración estadounidense niega que se practique la tortura, insiste en que se trata de "una instalación modelo", y recuerda que ha sido visitada por más de 2.000 periodistas de 400 medios de comunicación de todo el mundo.
Informes de Naciones Unidas señalan que existen evidencias de que algunos detenidos han sido torturados y denuncian  alimentaciones forzosas a prisioneros en huelga de hambre -docenas de ellos protestaron de este modo en 2006- e interrogatorios llevados a cabo tras confinamientos solitarios prolongados o en condiciones extremas de temperatura, luz y ruido. Otros tratos vejatorios han sido denunciados por organizaciones como Amnistía Internacional.
A finales de 2004, un informe de la Cruz Roja Internacional y la filtración de memorandos del FBI reconocían el uso en la base de tácticas de coerción psicológica y física equivalentes a torturas, hechos que fueron reconocidos en una investigación militar y en junio de 2005 por el Departamento de Defensa.
Según Amnistía Internacional, catorce detenidos fueron trasladados a Guantánamo en septiembre de 2006 tras permanecer recluidos en régimen de incomunicación bajo custodia secreta de la CIA durante periodos de hasta 4 años y medio.

## Organización judicial

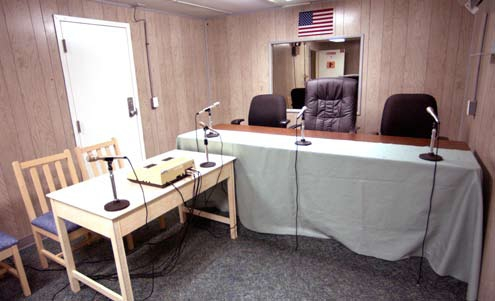
Sala de tribunal militar en Guantánamo.

Los juicios a los presos de Guantánamo son llevados a término por tribunales militares creados en la propia base al amparo del acta de poderes especiales de 2006. Están formados por entre cinco y doce oficiales de las fuerzas armadas estadounidenses. Un juez militar calificado preside la sesión. Para lograr una condena, al menos dos tercios de los miembros tienen que estar a favor, pero si se trata de una sentencia de muerte -que puede solicitarse si llega a probarse que alguien murió por culpa del acusado-, la decisión tiene que ser unánime y ratificada en última instancia por el presidente de los Estados Unidos.
Los juicios ante estos tribunales militares comenzaron en junio de 2008 con el proceso a Jalid Sheik Mohammed, acusado de ser el cerebro de los ataques del 11 de septiembre de 2001, quien, junto a otros cuatro acusados, se enfrenta a cargos que incluyen 2.973 acusaciones por asesinato -uno por cada persona que murió en los atentados-.
El relator especial de la ONU sobre Ejecuciones Arbitrarias, Sumarias y Extrajudiciales, Philip Alston, exigió a Estados Unidos que suspendiera los juicios militares en Guantánamo, señalando que los procesos "no cumplen en absoluto las normas internacionales".
Muchos de los presos tienen una situación legal incierta, porque no existe evidencia suficiente para acusarlos pero son considerados demasiado peligrosos por Estados Unidos para quedar en libertad.

### Reino Unido
En noviembre de 2010 el Gobierno del Reino Unido presidido por David Cameron acordó indemnizar a los sospechosos terroristas que amenazaron con denunciar a los servicios secretos de seguridad británicos por posibles torturas. Así se pretende evitar un juicio que sacaría a la luz informes secretos que demostrarían las torturas ejercidas por miembros del ejército de Estados Unidos y Gran Bretaña.